# 黄桥镇 (吉水县)
黄桥镇，是中华人民共和国江西省吉安市吉水县下辖的一个乡镇级行政单位。

## 行政区划
黄桥镇下辖以下地区：
功德村、社下村、山源村、大桥村、云庄村、焦源村、湴塘村、金洲村、黄桥村、小陂村、肖家村、西岭村、前塘村、沈塘村、茶坑村和友谊村。